# Entomoplasmatales
 Entomoplasmatales è un  ordine di batteri appartenente alla classe Mollicutes. Di questo ordine fanno parte le famiglie delle Entomoplasmataceae e delle Spiroplasmataceae.